# ビデオCD
ビデオCD（VCD）は、コンパクトディスクに動画や音声などを記録し、対応機器で再生するための規格。1993年に登場した。規格書は表紙の色から「ホワイトブック」と呼ばれる。

## 概要
ビデオCDの登場時期に展開されていた映像メディアとしてはレーザーディスク、VHS、ベータマックス、8ミリビデオなどがある。これらはいずれもアナログ記録である一方ビデオCDはデジタルビデオ規格である。1993年に開発が始まった次世代メディアであるDVDの普及までの間を埋めるべく登場した。
世界的には映像ソフトは普及しなかったが、再生機能自体は様々なプレーヤーに搭載された。

## 規格仕様
- NTSC
  - 352×240
- PAL
  - 352×288

ビデオCDに収録される形式は標準化されている。映像の解像度はNTSCでは352×240ピクセル、PALでは352×288ピクセルとなっており、DVD（480i、576i）と比較した場合、約4分の1の画素数である。再生の際に少ない画素を演算処理で補完する事により、テレビ画面ではNTSCの場合では720×480ピクセル、PALでは720×576ピクセルで出力される。また、SECAMでも画素が補完される。映像の圧縮形式はMPEG-1で、ビットレートは1150kbits/（キロビット毎秒）、オーディオの圧縮形式はMPEG-1 Layer 2で、224kbit/sが割り当てられている。
ビデオCDではシステムストリームがCD-ROMフォーマットに準拠して記録されるが、セクタ長が2048byteであるモード1ではなく、誤り訂正能力が落ちる反面ビットレートや容量を大きく確保できるモード2フォーム2（CD-ROM XAフォーマット）が採用されており、ビットレートはオーディオCD（1411.2 kbps）とほぼ等しい。そのため、容量が650MB（メガバイト）のコンパクトディスクには、オーディオCDと基準時間と同じ長さである74分の映像が収録できる計算となる。
Version 2.0では簡易メニュー機能（プレイバックコントロール）を持たせ、高精細静止画再生には704*480又は704*576画素）の画像を収録できるようになっている。

## 特徴
ビデオCDの映像画質は「VHS（ノーマルVHS）の3倍モードと同程度」とされるが、VHSのアナログ形式と異なりデジタル形式で格納されているため、画像が安定している。具体的には、ジッターと呼ばれる映像の細かい横揺れが無く、輝度ノイズや色ノイズも少ない。また、ビデオテープではわずかな傷やゴミでもドロップアウトが発生するが、ビデオCDはエラー訂正があるためディスクに多少の傷や汚れがあっても正しく再生される。
ただし、ビットレートが低いうえMPEG-1の圧縮効率の悪さもあって、動きの激しいシーンではDCT特有のブロックノイズが発生する。

## 普及状況

### 日本
上記特徴が故に、VHSと比較して画質が見劣りする上に、再生時間が74分であったため、一部映画作品は2,3枚組で発売されたが、映像タイトルでの発売は主にカラオケやアニメが中心となった。既に広く普及していたVHSの牙城を崩すことはできず、その後2000年にPlayStation 2が登場してからはDVDに主流が移ったため、正規品として商業的に活用された期間は数年程度と短かった。
旧来の一般的なDVDプレーヤーには、ビデオCDの再生に対応しているものも多かったが、2000年代半ば以降は記録型DVDや、MPEG-4 AVCフォーマットの普及に伴い対応機器の数は減っている。2009年現在で広く普及しているDVDレコーダーやBDレコーダーなど、録画機能付き機器でその傾向にある。

### 海外
CDの物理規格を映像記録に転用したものであり、比較的安価に製造できるため、DVDが登場する以前から、レーザーディスクより安くVHSより高品質なメディアとして、香港やフィリピン、台湾などのアジア地域で広く普及した。
DVDが普及した2009年現在でも正規品として供給されるビデオCDの映像作品が極少数存在する一方、海賊版も多い。DVDと違い、ビデオCDにはコピーガードおよびリージョンコードが導入されていないことも海賊版が多い一因となっている。日本の作品での例として、アニメやドラマなどの全話を収録したLD-BOXが数万円で販売されていた時期に、香港や台湾において同じく日本のアニメやドラマを全話収録したビデオCDが数千円程度で販売されており、こういった商品はネットオークションなどを通じて、日本にも出回っていた。香港や台湾への日本人旅行者が、ビデオCDを購入して持ち帰ることもあった。
また1990年代前半の中国においてはVHSレコーダーが他国より普及していなかったことから、これに着目した中国企業が中国市場向けに積極的にビデオCDプレーヤーを展開したことで各家庭に普及、2010年代においても新規タイトルが発売されていた。
日本・海外ともに2010年代後半になり、Blu-ray Discやネット配信が主流になると、コスト面でビデオCDを選択する意味も無くなり、中古市場以外での流通は終焉している。

## 類似規格
本規格を改良し、映像をMPEG-2に対応させ、より圧縮率を高めた「スーパービデオCD（SVCD）」も存在するほか、「KVCD」と呼ばれるものも存在する。これらは通常のビデオCDと比較してビットレートがかなり高く（最大2.6Mbps）、一枚あたりの記録時間はそれらの規格より短くなる（30分程度）。NTSC・PALいずれにも対応している。これらの形式は正式に標準化はされていないが、既存技術の組み合わせであるため、ソフトウェアの設定次第でパソコンのCD-ROMドライブで再生できる。また、いくつかのDVDプレーヤーでも再生ができる場合がある。
そのほかにも中華人民共和国だけで普及している形式として、DVCDやダブルビデオCDも存在する。